# Triosteum sinuatum
Triosteum sinuatum là một loài thực vật có hoa trong họ Kim ngân. Loài này được Maxim. miêu tả khoa học đầu tiên năm 1871.